# Tyler Reddick
Statistiques en NASCAR Cup Series
Dernière mise à jour : 12 novembre 2024 

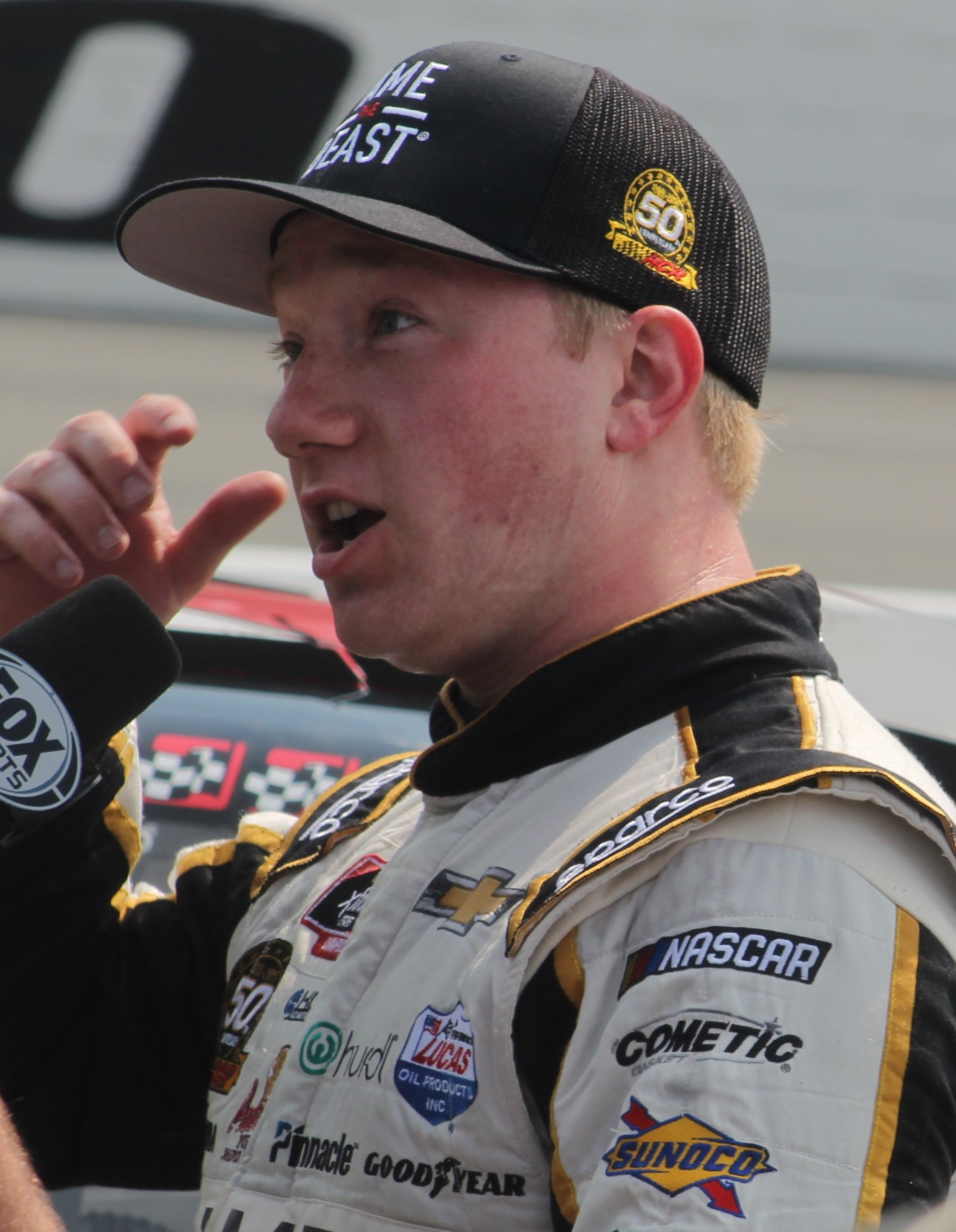
Reddick au Pocono 400 en 2019.

Tyler Reddick, est un pilote automobile américain de NASCAR né le 11 janvier 1996 à Corning en Californie.

## Carrière
Depuis la saison 2020, il participe au programme complet du championnat de la NASCAR Cup Series au volant de la voiture no 8 de marque Chevrolet Camaro ZL1 au sein de l'écurie Richard Childress Racing. Il remporte sa première victoire en Cup Series le 3 juillet 2022 sur le circuit routier de Road America lors du Kwik Trip 250 de 2022.
En 2023, il rejoint l'écurie 23XI Racing pour y piloter la Toyota no 45.
En NASCAR Xfinity Series, il remporte le titre en 2018 au volant de la Chevrolet no 9 de l'écurie JR Motorsports et en 2019 au volant de la Chevrolet no 2 de la Richard Childress Racing.
Reddick a remporté l'arrivée la plus serrée des trois séries majeures de la NASCAR (en) en devançant Elliott Sadler lors du Daytona 300 de 218 (en) couru en Xfinity.

## Palmarès

### NASCAR Cup Series
| Légende  | Légende |
| -------- | --- |
| Gras     | Pole position décernée en fonction du temps réalisé en qualification.                                                                     |
| Italique | Pole position décernée en fonction des points au classement ou des temps aux essais.                                                      |
| *        | Plus grand nombre de tours menés. |
| 01       | Aucun point de championnat car inéligible pour le titre lors de cette saison (le pilote concourt pour le titre dans une autre catégorie). |
| DNQ      | Ne s'est pas qualifié. |

| Résultats en NASCAR Cup Series | Résultats en NASCAR Cup Series | Résultats en NASCAR Cup Series | Résultats en NASCAR Cup Series | Résultats en NASCAR Cup Series | Résultats en NASCAR Cup Series | Résultats en NASCAR Cup Series | Résultats en NASCAR Cup Series | Résultats en NASCAR Cup Series | Résultats en NASCAR Cup Series | Résultats en NASCAR Cup Series | Résultats en NASCAR Cup Series | Résultats en NASCAR Cup Series | Résultats en NASCAR Cup Series | Résultats en NASCAR Cup Series | Résultats en NASCAR Cup Series | Résultats en NASCAR Cup Series | Résultats en NASCAR Cup Series | Résultats en NASCAR Cup Series | Résultats en NASCAR Cup Series | Résultats en NASCAR Cup Series | Résultats en NASCAR Cup Series | Résultats en NASCAR Cup Series | Résultats en NASCAR Cup Series | Résultats en NASCAR Cup Series | Résultats en NASCAR Cup Series | Résultats en NASCAR Cup Series | Résultats en NASCAR Cup Series | Résultats en NASCAR Cup Series | Résultats en NASCAR Cup Series | Résultats en NASCAR Cup Series | Résultats en NASCAR Cup Series | Résultats en NASCAR Cup Series | Résultats en NASCAR Cup Series | Résultats en NASCAR Cup Series | Résultats en NASCAR Cup Series | Résultats en NASCAR Cup Series | Résultats en NASCAR Cup Series | Résultats en NASCAR Cup Series | Résultats en NASCAR Cup Series | Résultats en NASCAR Cup Series | Résultats en NASCAR Cup Series |
| ------------------------------ | ------------------------------ | ------------------------------ | ------------------------------ | ------------------------------ | ------------------------------ | ------------------------------ | ------------------------------ | ------------------------------ | ------------------------------ | ------------------------------ | ------------------------------ | ------------------------------ | ------------------------------ | ------------------------------ | ------------------------------ | ------------------------------ | ------------------------------ | ------------------------------ | ------------------------------ | ------------------------------ | ------------------------------ | ------------------------------ | ------------------------------ | ------------------------------ | ------------------------------ | ------------------------------ | ------------------------------ | ------------------------------ | ------------------------------ | ------------------------------ | ------------------------------ | ------------------------------ | ------------------------------ | ------------------------------ | ------------------------------ | ------------------------------ | ------------------------------ | ------------------------------ | ------------------------------ | ------------------------------ | ------------------------------ |
| Année                          | Équipe                         | No.                            | Constructeur                   | 1                              | 2                              | 3                              | 4                              | 5                              | 6                              | 7                              | 8                              | 9                              | 10                             | 11                             | 12                             | 13                             | 14                             | 15                             | 16                             | 17                             | 18                             | 19                             | 20                             | 21                             | 22                             | 23                             | 24                             | 25                             | 26                             | 27                             | 28                             | 29                             | 30                             | 31                             | 32                             | 33                             | 34                             | 35                             | 36                             | Clas.                          | Pts                            |
| 2019                           | Richard Childress Racing       | 31                             | Chevrolet                      | DAY 27                         | ATL                            | LVS                            | PHO                            | CAL                            | MAR                            | TEX                            | BRI                            | RCH                            |                                |                                | KAN 9                          | CLT                            | POC                            | MCH                            | SON                            | CHI                            | DAY                            | KEN                            | NHA                            | POC                            | GLN                            | MCH                            | BRI                            | DAR                            | IND                            | LVS                            | RCH                            | ROV                            | DOV                            | TAL                            | KAN                            | MAR                            | TEX                            | PHO                            | HOM                            | 43e                            | 01                             |
| 2019                           | Beard Motorsports (en)         | 62                             | Chevrolet                      |                                |                                |                                |                                |                                |                                |                                |                                |                                | TAL QL†                        | DOV                            |                                |                                |                                |                                |                                |                                |                                |                                |                                |                                |                                |                                |                                |                                |                                |                                |                                |                                |                                |                                |                                |                                |                                |                                |                                | 43e                            | 01                             |
| 2020                           | Richard Childress Racing       | 8                              | Chevrolet                      | DAY 28                         | LVS 18                         | CAL 11                         | PHO 33                         | DAR 7                          | DAR 13                         | CLT 8                          | CLT 14                         | BRI 36                         | ATL 16                         | MAR 16                         | HOM 4                          | TAL 20                         | POC 30                         | POC 35                         | IND 8                          | KEN 10                         | TEX 2                          | KAN 13                         | NHA 10                         | MCH 18                         | MCH 24                         | DRC 18                         | DOV 13                         | DOV 18                         | DAY 29                         | DAR 23                         | RCH 11                         | BRI 4                          | LVS 38                         | TAL 7                          | ROV 12                         | KAN 25                         | TEX 15                         | MAR 24                         | PHO 19                         | 19e                            | 780                            |
| 2021                           | Richard Childress Racing       | 8                              | Chevrolet                      | DAY 27                         | DRC 38                         | HOM 2                          | LVS 22                         | PHO 29                         | ATL 26                         | BRD 7                          | MAR 8                          | RCH 20                         | TAL 7                          | KAN 7                          | DAR 12                         | DOV 8                          | COA 9                          | CLT 9                          | SON 19                         | NSH 18                         | POC 11                         | POC 9                          | ROA 8                          | ATL 6                          | NHA 13                         | GLN 10                         | IRC 21                         | MCH 29                         | DAY 5                          | DAR 18                         | RCH 15                         | BRI 12                         | LVS 6                          | TAL 39                         | ROV 2                          | TEX 9                          | KAN 22                         | MAR 18                         | PHO 19                         | 13e                            | 2 250                          |
| 2022                           | Richard Childress Racing       | 8                              | Chevrolet                      | DAY 35                         | CAL 24*                        | LVS 7                          | PHO 3                          | ATL 28                         | COA 5                          | RCH 12                         | MAR 18                         | BRD 2*                         | TAL 39                         | DOV 30                         | DAR 2                          | KAN 30                         | CLT 6                          | GTW 16                         | SON 35                         | NSH 18                         | ROA 1                          | ATL 29                         | NHA 21                         | POC 2                          | IRC 1*                         | MCH 29                         | RCH 31                         | GLN 7                          | DAY 2                          | DAR 3                          | KAN 35                         | BRI 25                         | TEX 1*                         | TAL 28                         | ROV 8                          | LVS 6                          | HOM 35                         | MAR 35                         | PHO 23                         | 14e                            | 2 215                          |
| 2023                           | 23XI Racing                    | 45                             | Toyota                         | DAY 39                         | CAL 34                         | LVS 15                         | PHO 3                          | ATL 5                          | COA 1*                         | RCH 16                         | BRD 2                          | MAR 22                         | TAL 16                         | DOV 7                          | KAN 9                          | DAR 22                         | CLT 5                          | GTW 35                         | SON 33                         | NSH 30                         | CSC 28                         | ATL 27                         | NHA 6                          | POC 2                          | RCH 16                         | MCH 30                         | IRC 4                          | GLN 8                          | DAY 25                         | DAR 2                          | KAN 1                          | BRI 15                         | TEX 25                         | TAL 16                         | ROV 6                          | LVS 8                          | HOM 3                          | MAR 26                         | PHO 22                         | 6e                             | 2 344                          |
| 2024                           | 23XI Racing                    | 45                             | Toyota                         | DAY 29                         | ATL 30                         | LVS 2                          | PHO 10*                        | BRI 30                         | COA 5                          | RCH 10                         | MAR 7                          | TEX 4                          | TAL 1                          | DOV 11                         | KAN 20                         | DAR>br />32*                   | CLT 4                          | GTW 4                          | SON 8*                         | IOW 22                         | NHA 6                          | NSH 3                          | CSC 2                          | POC 6                          | IND 2*                         | RCH 3                          | MCH 1                          | DAY 28                         | DAR 10                         | ATL 6                          | GLN 27                         | BRI 20                         | KAN 25                         | TAL 20                         | ROV 11                         | LVS 36                         | HOM 1*                         | MAR 34                         | PHO 6                          | 4e                             | 5 031                          |

| Résultats au Daytona 500 | Résultats au Daytona 500 | Résultats au Daytona 500 | Résultats au Daytona 500 | Résultats au Daytona 500 |
| ------------------------ | ------------------------ | ------------------------ | ------------------------ | ------------------------ |
| Année                    | L'équipe                 | Fabricant                | Position                 | Position                 |
| Année                    | L'équipe                 | Fabricant                | Départ                   | Arrivée                  |
| 2019                     | Richard Childress Racing | Chevrolet                | 39                       | 27                       |
| 2020                     | Richard Childress Racing | Chevrolet                | 22                       | 28                       |
| 2021                     | Richard Childress Racing | Chevrolet                | 29                       | 27                       |
| 2022                     | Richard Childress Racing | Chevrolet                | 15                       | 35                       |
| 2023                     | 23XI Racing              | Toyota                   | 26                       | 39                       |
| 2024                     | 23XI Racing              | Toyota                   | 3                        | 29                       |

Au 12 novembre 2024, il a participé à 174 courses en 6 saisons (2019-2024).
- Voiture en 2024 : no 45
- Écurie : 23XI Racing
- Résultat saison 2024 : 4e[3]
- Meilleur classement en fin de saison : 4e en 2024
- 1re course : Daytona 500 de 2019 (Daytona)
- Dernière course : NASCAR Cup Series Championship Race 2023 (Phoenix)
- Première victoire : Kwik Trip 250 de 2022 (Road America)
- Dernière victoire : Straight Talk Wireless 400 2024 (Homestead)
- Victoire(s) : 8
- Top5 : 38
- Top10 : 77
- Pole position : 9

#### Victoires en Cup Series
- 2023 :
  - EchoPark Automotive Grand Prix
  - Hollywood Casino 400
  - Straight Talk Wireless 400

- 2022 :
  - Kwik Trip 250
  - Verizon 200 at the Brickyard
  - Autotrader EchoPark Automotive 500

### NASCAR Xfinity Series
| Légende  | Légende |
| -------- | --- |
| Gras     | Pole position décernée en fonction du temps réalisé en qualification.                                                                     |
| Italique | Pole position décernée en fonction des points au classement ou des temps aux essais.                                                      |
| *        | Plus grand nombre de tours menés. |
| 01       | Aucun point de championnat car inéligible pour le titre lors de cette saison (le pilote concourt pour le titre dans une autre catégorie). |
| DNQ      | Ne s'est pas qualifié. |

| Résultats en NASCAR Xfinity Series | Résultats en NASCAR Xfinity Series     | Résultats en NASCAR Xfinity Series | Résultats en NASCAR Xfinity Series | Résultats en NASCAR Xfinity Series | Résultats en NASCAR Xfinity Series | Résultats en NASCAR Xfinity Series | Résultats en NASCAR Xfinity Series | Résultats en NASCAR Xfinity Series | Résultats en NASCAR Xfinity Series | Résultats en NASCAR Xfinity Series | Résultats en NASCAR Xfinity Series | Résultats en NASCAR Xfinity Series | Résultats en NASCAR Xfinity Series | Résultats en NASCAR Xfinity Series | Résultats en NASCAR Xfinity Series | Résultats en NASCAR Xfinity Series | Résultats en NASCAR Xfinity Series | Résultats en NASCAR Xfinity Series | Résultats en NASCAR Xfinity Series | Résultats en NASCAR Xfinity Series | Résultats en NASCAR Xfinity Series | Résultats en NASCAR Xfinity Series | Résultats en NASCAR Xfinity Series | Résultats en NASCAR Xfinity Series | Résultats en NASCAR Xfinity Series | Résultats en NASCAR Xfinity Series | Résultats en NASCAR Xfinity Series | Résultats en NASCAR Xfinity Series | Résultats en NASCAR Xfinity Series | Résultats en NASCAR Xfinity Series | Résultats en NASCAR Xfinity Series | Résultats en NASCAR Xfinity Series | Résultats en NASCAR Xfinity Series | Résultats en NASCAR Xfinity Series | Résultats en NASCAR Xfinity Series | Résultats en NASCAR Xfinity Series | Résultats en NASCAR Xfinity Series | Résultats en NASCAR Xfinity Series |
| ---------------------------------- | -------------------------------------- | ---------------------------------- | ---------------------------------- | ---------------------------------- | ---------------------------------- | ---------------------------------- | ---------------------------------- | ---------------------------------- | ---------------------------------- | ---------------------------------- | ---------------------------------- | ---------------------------------- | ---------------------------------- | ---------------------------------- | ---------------------------------- | ---------------------------------- | ---------------------------------- | ---------------------------------- | ---------------------------------- | ---------------------------------- | ---------------------------------- | ---------------------------------- | ---------------------------------- | ---------------------------------- | ---------------------------------- | ---------------------------------- | ---------------------------------- | ---------------------------------- | ---------------------------------- | ---------------------------------- | ---------------------------------- | ---------------------------------- | ---------------------------------- | ---------------------------------- | ---------------------------------- | ---------------------------------- | ---------------------------------- | ---------------------------------- |
| Année                              | Équipe                                 | No.                                | Constructeur                       | 1                                  | 2                                  | 3                                  | 4                                  | 5                                  | 6                                  | 7                                  | 8                                  | 9                                  | 10                                 | 11                                 | 12                                 | 13                                 | 14                                 | 15                                 | 16                                 | 17                                 | 18                                 | 19                                 | 20                                 | 21                                 | 22                                 | 23                                 | 24                                 | 25                                 | 26                                 | 27                                 | 28                                 | 29                                 | 30                                 | 31                                 | 32                                 | 33                                 | Clas.                              | Pts                                |
| 2017                               | Chip Ganassi Racing                    | 42                                 | Chevrolet                          | DAY 20                             | ATL                                | LVS                                | PHO 14                             | CAL                                | TEX 33                             | BRI                                | RCH                                | TAL 20                             | CLT 10                             | DOV                                | POC                                | MCH 13                             | IOW 3                              | DAY 27                             | KEN 10                             | NHA                                | IND 37                             | IOW 36                             | GLN                                | MOH                                | BRI 11                             | ROA                                | DAR 16                             | RCH 17                             | CHI                                | KEN 1*                             | DOV 26                             | CLT                                | KAN 2                              | TEX                                | PHO                                | HOM 4                              | 18e                                | 484                                |
| 2018                               | JR Motorsports                         | 9                                  | Chevrolet                          | DAY 1                              | ATL 19                             | LVS 8                              | PHO 10                             | CAL 7                              | TEX 23                             | BRI 7                              | RCH 11                             | TAL 8                              | DOV 5                              | CLT 23                             | POC 9                              | MCH 7                              | IOW 8                              | CHI 33                             | DAY 31                             | KEN 6                              | NHA 25                             | IOW 22                             | GLN 11                             | MOH 31                             | BRI 9                              | ROA 34                             | DAR 3                              | IND 2                              | LVS 28                             | RCH 7                              | ROV 9                              | DOV 14                             | KAN 5                              | TEX 2*                             | PHO 6                              | HOM 1                              | 1er                                | 4 040                              |
| 2019                               | Richard Childress Racing               | 2                                  | Chevrolet                          | DAY 9                              | ATL 5                              | LVS 14                             | PHO 3                              | CAL 4                              | TEX 2                              | BRI 2                              | RCH 4                              | TAL 1*                             | DOV 3                              | CLT 1*                             | POC 2                              | MCH 1                              | IOW 15                             | CHI 9                              | DAY 16                             | KEN 3                              | NHA 4                              | IOW 5                              | GLN 5                              | MOH 4                              | BRI 1                              | ROA 3                              | DAR 2*                             | IND 30                             | LVS 1                              | RCH 10                             | ROV 2                              | DOV 12                             | KAN 2                              | TEX 29                             | PHO 3                              | HOM 1*                             | 1er                                | 4 040                              |
| 2021                               | Our Motorsports                        | 03                                 | Chevrolet                          | DAY DNQ                            | DRC                                |                                    |                                    |                                    |                                    |                                    |                                    |                                    |                                    |                                    |                                    |                                    |                                    |                                    |                                    |                                    |                                    |                                    |                                    |                                    |                                    |                                    |                                    |                                    |                                    |                                    |                                    |                                    |                                    |                                    |                                    |                                    | 80th                               | 01                                 |
| 2021                               | RSS Racing with Reaume Brothers Racing | 23                                 | Chevrolet                          |                                    |                                    | HOM 40                             |                                    |                                    |                                    |                                    |                                    |                                    |                                    |                                    |                                    |                                    |                                    |                                    |                                    |                                    |                                    |                                    |                                    |                                    |                                    |                                    |                                    |                                    |                                    |                                    |                                    |                                    |                                    |                                    |                                    |                                    | 80th                               | 01                                 |
| 2021                               | Our Motorsports                        | 23                                 | Chevrolet                          |                                    |                                    |                                    | LVS 12                             | PHO                                | ATL                                | MAR                                | TAL                                | DAR                                | DOV                                |                                    |                                    |                                    |                                    |                                    |                                    |                                    |                                    |                                    |                                    |                                    | MCH 16                             | DAY                                | DAR 7                              | RCH                                | BRI                                | LVS                                | TAL                                | ROV                                | TEX                                | KAN                                | MAR                                | PHO                                | 80th                               | 01                                 |
| 2021                               | Jordan Anderson Racing                 | 31                                 | Chevrolet                          |                                    |                                    |                                    |                                    |                                    |                                    |                                    |                                    |                                    |                                    | COA 8                              | CLT 5                              | MOH                                | TEX                                | NSH 15                             | POC                                | ROA                                | ATL                                | NHA                                | GLN                                | IRC                                |                                    |                                    |                                    |                                    |                                    |                                    |                                    |                                    |                                    |                                    |                                    |                                    | 80th                               | 01                                 |
| 2022                               | Big Machine Racing                     | 48                                 | Chevrolet                          | DAY                                | CAL                                | LVS                                | PHO                                | ATL                                | COA                                | RCH                                | MAR                                | TAL                                | DOV                                | DAR 26                             | TEX 1                              | CLT                                | PIR                                | NSH 21                             | ROA 30                             | ATL 4                              | NHA                                | POC                                | IRC                                | MCH                                | GLN                                | DAY                                | DAR                                | KAN                                | BRI                                | TEX                                | TAL                                | ROV                                | LVS                                | HOM                                | MAR                                | PHO                                | 76e                                | 01                                 |
| 2023                               | Sam Hunt Racing                        | 24                                 | Toyota                             | DAY                                | CAL 36                             | LVS 13                             | PHO                                | ATL                                | COA                                | RCH                                | MAR                                | TAL                                | DOV                                | DAR                                | CLT                                | PIR                                | SON                                | NSH                                | CSC                                | ATL                                | NHA                                | POC                                | ROA                                | MCH                                | IRC                                | GLN                                | DAY                                | DAR                                | KAN                                | BRI                                | TEX                                | ROV                                | LVS                                | HOM                                | MAR                                | PHO                                | 92e                                | 01                                 |
| 2024                               | Sam Hunt Racing                        | 26                                 | Toyota                             | DAY                                | ATL                                | LVS                                | PHO                                | COA                                | RCH                                | MAR                                | TEX                                | TAL                                | DOV                                | DAR                                | CLT                                | PIR                                | SON                                | IOW                                | NHA                                | NSH 14                             | CSC                                | POC                                | IND                                | MCH                                | DAY                                | DAR                                | ATL                                | GLN                                | BRI                                | KAN                                | TAL                                | ROV                                | LVS                                | HOM                                | MAR                                | PHO                                | 96e                                | 01                                 |

Au 12 novembre 2023, il a participé à 99 courses sur sept saisons (2017-2019, 2021-2024) :
- Saison 2023 : Voitures Toyota no 24 de l'écurie Sam Hunt Racing
- Résultat dernière saison : 96e en 2024
- Meilleur classement : 1er en 2018 et 2019
- 1re course : PowerShares QQQ 300 de 2017 (à Daytona)
- Dernière course : SRS Distribution 250 de 2022 (au Texas)
- 1re victoire : VisitMyrtleBeach.com 300 de 2017 (à Kentucky)
- Dernière victoire : SRS Distribution 250 de 2022 (à Fort Worth)
- Victoire(s) : 10
- Top5 : 38
- Top10 : 58
- Pole position : 7

### NASCAR Truck Series
| Légende  | Légende |
| -------- | --- |
| Gras     | Pole position décernée en fonction du temps réalisé en qualification.                                                                     |
| Italique | Pole position décernée en fonction des points au classement ou des temps aux essais.                                                      |
| *        | Plus grand nombre de tours menés. |
| 01       | Aucun point de championnat car inéligible pour le titre lors de cette saison (le pilote concourt pour le titre dans une autre catégorie). |
| DNQ      | Ne s'est pas qualifié. |

| Résultats en NASCAR Camping World Truck Series | Résultats en NASCAR Camping World Truck Series | Résultats en NASCAR Camping World Truck Series | Résultats en NASCAR Camping World Truck Series | Résultats en NASCAR Camping World Truck Series | Résultats en NASCAR Camping World Truck Series | Résultats en NASCAR Camping World Truck Series | Résultats en NASCAR Camping World Truck Series | Résultats en NASCAR Camping World Truck Series | Résultats en NASCAR Camping World Truck Series | Résultats en NASCAR Camping World Truck Series | Résultats en NASCAR Camping World Truck Series | Résultats en NASCAR Camping World Truck Series | Résultats en NASCAR Camping World Truck Series | Résultats en NASCAR Camping World Truck Series | Résultats en NASCAR Camping World Truck Series | Résultats en NASCAR Camping World Truck Series | Résultats en NASCAR Camping World Truck Series | Résultats en NASCAR Camping World Truck Series | Résultats en NASCAR Camping World Truck Series | Résultats en NASCAR Camping World Truck Series | Résultats en NASCAR Camping World Truck Series | Résultats en NASCAR Camping World Truck Series | Résultats en NASCAR Camping World Truck Series | Résultats en NASCAR Camping World Truck Series | Résultats en NASCAR Camping World Truck Series | Résultats en NASCAR Camping World Truck Series | Résultats en NASCAR Camping World Truck Series | Résultats en NASCAR Camping World Truck Series |
| ---------------------------------------------- | ---------------------------------------------- | ---------------------------------------------- | ---------------------------------------------- | ---------------------------------------------- | ---------------------------------------------- | ---------------------------------------------- | ---------------------------------------------- | ---------------------------------------------- | ---------------------------------------------- | ---------------------------------------------- | ---------------------------------------------- | ---------------------------------------------- | ---------------------------------------------- | ---------------------------------------------- | ---------------------------------------------- | ---------------------------------------------- | ---------------------------------------------- | ---------------------------------------------- | ---------------------------------------------- | ---------------------------------------------- | ---------------------------------------------- | ---------------------------------------------- | ---------------------------------------------- | ---------------------------------------------- | ---------------------------------------------- | ---------------------------------------------- | ---------------------------------------------- | ---------------------------------------------- |
| Année                                          | Équipe                                         | No.                                            | Constructeur                                   | 1                                              | 2                                              | 3                                              | 4                                              | 5                                              | 6                                              | 7                                              | 8                                              | 9                                              | 10                                             | 11                                             | 12                                             | 13                                             | 14                                             | 15                                             | 16                                             | 17                                             | 18                                             | 19                                             | 20                                             | 21                                             | 22                                             | 23                                             | Clas.                                          | Pts                                            |
| 2013                                           | Ken Schrader Racing                            | 52                                             | Toyota                                         | DAY                                            | MAR                                            | CAR 30                                         | KAN                                            | CLT                                            | DOV                                            | TEX                                            | KEN                                            | IOW                                            | ELD                                            | POC                                            | MCH                                            | BRI                                            | MSP                                            | IOW                                            | CHI                                            | LVS                                            | TAL                                            | MAR                                            | TEX                                            | PHO                                            | HOM                                            |                                                | 77e                                            | 14                                             |
| 2014                                           | Brad Keselowski Racing                         | 19                                             | Ford                                           | DAY 12                                         | MAR 16                                         | KAN                                            | CLT                                            | DOV 8                                          | TEX 21                                         | GTW 13                                         | KEN                                            | IOW 9                                          | ELD 11                                         | POC 23                                         | MCH                                            | BRI                                            | MSP                                            | CHI 4                                          | NHA 8                                          | LVS 15                                         | TAL 4                                          | MAR 6                                          | TEX 4                                          | PHO 10                                         | HOM 6                                          |                                                | 12e                                            | 539                                            |
| 2015                                           | Brad Keselowski Racing                         | 19                                             | Ford                                           | DAY 1*                                         | ATL 5                                          | MAR 5                                          | KAN 13                                         | CLT 4                                          | DOV 1                                          | TEX 11                                         | GTW 8                                          | IOW 3                                          | KEN 6                                          | ELD 3                                          | POC 3                                          | MCH 9                                          | BRI 8                                          | MSP 19                                         | CHI 2                                          | NHA 15                                         | LVS 7                                          | TAL 5                                          | MAR 5                                          | TEX 5                                          | PHO 5                                          | HOM 3                                          | 2e                                             | 884                                            |
| 2016                                           | Brad Keselowski Racing                         | 29                                             | Ford                                           | DAY 18                                         | ATL 14                                         | MAR 20                                         | KAN 13                                         | DOV 7                                          | CLT 4                                          | TEX 5                                          | IOW 5                                          | GTW 25                                         | KEN 10                                         | ELD 5                                          | POC 26                                         | BRI 14                                         | MCH 19                                         | MSP 6                                          | CHI 10                                         | NHA 4                                          | LVS 1*                                         | TAL 26                                         | MAR 17                                         | TEX 4                                          | PHO 12                                         | HOM 2                                          | 9e                                             | 511                                            |

Au 12 novembre 2023, il a participé à 63 courses sur quatre saisons (2013-2016)  :
- Dernière saison : Voiture Ford no 29 de la Brad Keselowski Racing en 2016
- Résultat dernière saison : 9e en 2016
- Meilleur classement en fin de saison : 2e en 2015
- 1re course : North Carolina Education Lottery 200 de 2013 (à Rockingham)
- Dernière course : Ford EcoBoost 200 de 2016 (à Homestead)
- 1re victoire : NextEra Energy Resources 250 de 2015 (à Daytona)
- Dernière victoire : DC Solar 350 de 2016(à Las Vegas)
- Victoire(s) : 3
- Top5 : 25
- Top10 : 40
- Pole position : 3

### K&N Pro Series East
| Légende  | Légende |
| -------- | --- |
| Gras     | Pole position décernée en fonction du temps réalisé en qualification.                                                                     |
| Italique | Pole position décernée en fonction des points au classement ou des temps aux essais.                                                      |
| *        | Plus grand nombre de tours menés. |
| 01       | Aucun point de championnat car inéligible pour le titre lors de cette saison (le pilote concourt pour le titre dans une autre catégorie). |
| DNQ      | Ne s'est pas qualifié. |

| Année | Équipe              | No. | Constructeur | 1      | 2   | 3   | 4   | 5   | 6   | 7   | 8   | 9   | 10  | 11  | 12  | 13  | 14    | 15  | Clas. | Pts |
| 2014  |                     |     |              |        |     |     |     |     |     |     |     |     |     |     |     |     |       |     |       |     |
| 2012  | Curb Racing         | 98  | Dodge        | BRI    | GRE | RCH | IOW | BGS | JFC | LGY | CNB | COL | IOW | NHA | DOV | GRE | CAR 1 | 47e | 47    |     |
| 2013  | Ken Schrader Racing | 52  | Dodge        | BRI 19 | GRE | FIF | RCH | BGS | IOW | LGY | COL | IOW | VIR | GRE | NHA | DOV | RAL   | 62e | 25    |     |

Au 12 novembre 2023, il a participé à deux courses sur deux saisons (2012-2013).
- Dernière saison : Voiture Dodge no 52 de la Ken Schrader Racing en 2013
- Résultat dernière saison : 62e en 2013
- Meilleur classement en fin de saison : 47e en 2012
- Victoire(s) : 1
- Top5 : 1
- Top10 : 1
- Pole position : 0

### ARCA MENARDS Series
| Légende  | Légende |
| -------- | --- |
| Gras     | Pole position décernée en fonction du temps réalisé en qualification.                                                                     |
| Italique | Pole position décernée en fonction des points au classement ou des temps aux essais.                                                      |
| *        | Plus grand nombre de tours menés. |
| 01       | Aucun point de championnat car inéligible pour le titre lors de cette saison (le pilote concourt pour le titre dans une autre catégorie). |
| DNQ      | Ne s'est pas qualifié. |

| Résultats en ARCA Racing Series | Résultats en ARCA Racing Series | Résultats en ARCA Racing Series | Résultats en ARCA Racing Series | Résultats en ARCA Racing Series | Résultats en ARCA Racing Series | Résultats en ARCA Racing Series | Résultats en ARCA Racing Series | Résultats en ARCA Racing Series | Résultats en ARCA Racing Series | Résultats en ARCA Racing Series | Résultats en ARCA Racing Series | Résultats en ARCA Racing Series | Résultats en ARCA Racing Series | Résultats en ARCA Racing Series | Résultats en ARCA Racing Series | Résultats en ARCA Racing Series | Résultats en ARCA Racing Series | Résultats en ARCA Racing Series | Résultats en ARCA Racing Series | Résultats en ARCA Racing Series | Résultats en ARCA Racing Series | Résultats en ARCA Racing Series | Résultats en ARCA Racing Series | Résultats en ARCA Racing Series | Résultats en ARCA Racing Series | Résultats en ARCA Racing Series |
| ------------------------------- | ------------------------------- | ------------------------------- | ------------------------------- | ------------------------------- | ------------------------------- | ------------------------------- | ------------------------------- | ------------------------------- | ------------------------------- | ------------------------------- | ------------------------------- | ------------------------------- | ------------------------------- | ------------------------------- | ------------------------------- | ------------------------------- | ------------------------------- | ------------------------------- | ------------------------------- | ------------------------------- | ------------------------------- | ------------------------------- | ------------------------------- | ------------------------------- | ------------------------------- | ------------------------------- |
| Année                           | Équipe                          | No.                             | Constructeur                    | 1                               | 2                               | 3                               | 4                               | 5                               | 6                               | 7                               | 8                               | 9                               | 10                              | 11                              | 12                              | 13                              | 14                              | 15                              | 16                              | 17                              | 18                              | 19                              | 20                              | 21                              | Clas.                           | Pts                             |
| 2012                            | Ken Schrader Racing             | 18                              | Chevrolet                       | DAY                             | MOB 15                          | SLM 8                           | TAL                             | TOL                             | ELK                             | POC                             | MCH                             | WIN                             | NJE                             | IOW                             | CHI                             | IRP                             | POC                             | BLN                             | ISF                             | MAD                             | SLM                             | DSF                             | KAN                             |                                 | 63e                             | 345                             |
| 2013                            | Cunningham Motorsports          | 22                              | Dodge                           | DAY                             | MOB                             | SLM                             | TAL                             | TOL                             | ELK                             | POC                             | MCH                             | ROA                             | WIN                             | CHI                             | NJE                             | POC                             | BLN                             | ISF                             | MAD                             | DSF 15                          | IOW                             | SLM                             | KEN                             | KAN                             | 111e                            | 160                             |
| 2014                            | Cunningham Motorsports          | 22                              | Dodge                           | DAY 5                           | MOB                             | SLM                             | TAL                             | TOL                             | NJE                             | POC                             | MCH                             | ELK                             | WIN                             | CHI                             | IRP                             | POC                             | BLN                             | ISF                             | MAD                             | DSF                             | SLM                             | KEN                             | KAN                             |                                 | 78e                             | 205                             |

Au 12 novembre 2023, il a participé à quatre courses sur trois saisons (2012-2014).
- Dernière saison : Voiture Dodge no 22 de la Cunningham Motorsports en 2014
- Résultat dernière saison : 78e en 2014
- Meilleur classement en fin de saison : 63e en 2012
- Victoire(s) : 0
- Top5 : 1
- Top10 : 2
- Pole position : 0

### Titre
- Champion NASCAR Xfinity Series en 2018 et 2019.

### Récompenses
- 2016 : NASCAR Camping World Truck Series 
  - Pilote le plus populaire (Most Popular Driver).

- 2018 : NASCAR Xfinity Series 
  - Meilleur pilote débutant (rookie) de l'année.